# Римский-Корсаков, Николай Андреевич
Никола́й Андре́евич Ри́мский-Ко́рсаков (6 [18] марта 1844, Тихвин — 8 [21] июня 1908, усадьба Любенск, Санкт-Петербургская губерния) — русский композитор, педагог, дирижёр, общественный деятель, музыкальный критик; член «Могучей кучки». Среди его сочинений — 15 опер, 3 симфонии, симфонические произведения, инструментальные концерты, кантаты, камерно-инструментальная, вокальная и духовная музыка.

## Биография
Родился 6 (18) марта 1844 года в Тихвине Новгородской губернии в дворянской семье Римских-Корсаковых, известной своими традициями службы на Российском Императорском флоте. Семейный дом находился на берегу реки Тихвинки, напротив Богородичного Успенского монастыря. Отец композитора, Андрей Петрович Римский-Корсаков (1778—1862), служил некоторое время новгородским вице-губернатором, а затем — волынским гражданским губернатором; мать, Софья Васильевна (1802—1888), была дочерью крепостной крестьянки и богатого помещика Василия Фёдоровича Скарятина (брат Я. Ф. Скарятина). В воспоминаниях о матери композитор отмечал: «Воспитание она получила, по тогдашним понятиям, хорошее. Она отлично владела французским языком, умела играть на рояле и в юности усвоила всё, что полагалось на долю барышни в богатой семье александровского времени». Сильное влияние на будущего композитора оказал его старший брат Воин Андреевич, морской офицер и будущий контр-адмирал.

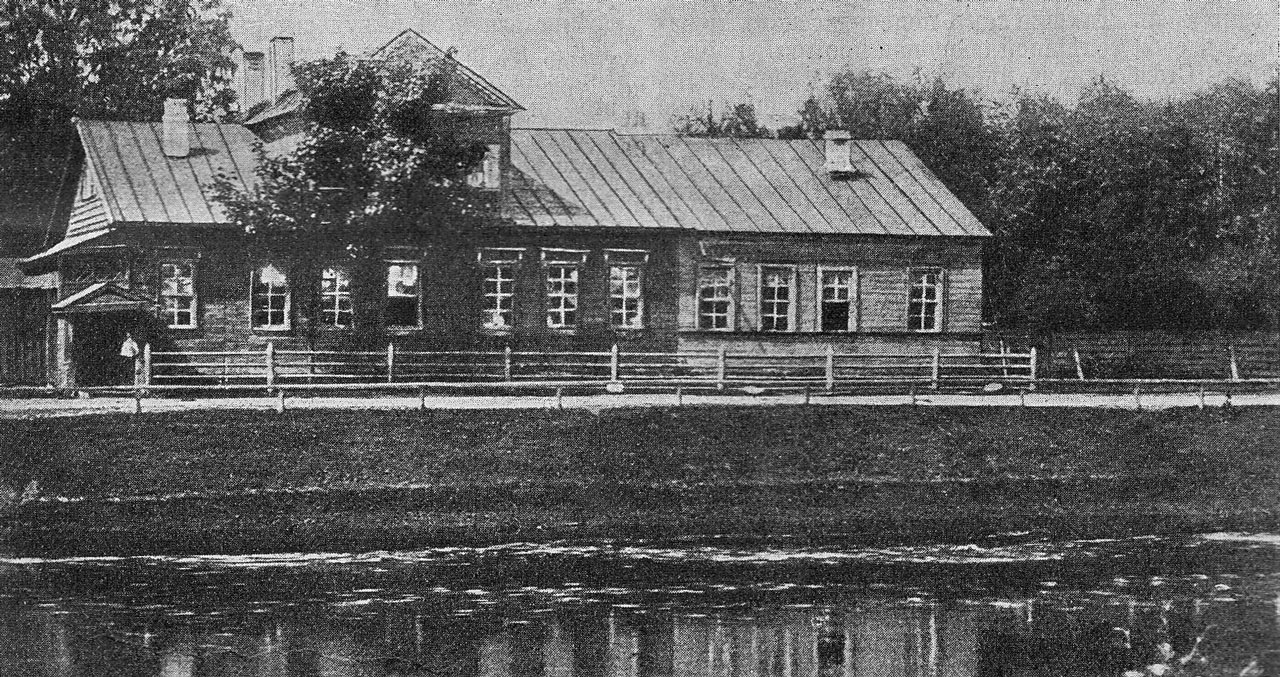
Дом, в котором родился композитор.

В шесть лет началось домашнее обучение Римского-Корсакова, в том числе и игре на фортепиано, однако в сравнении с книгами, музыка производила на него меньшее впечатление: из последней ему больше нравилась церковная музыка, а также русские народные песни. В 11 лет он начал сочинять свои первые музыкальные произведения.
В 1856 году отец отдал мечтавшего о путешествиях Николая в Морской кадетский корпус. В 1858 году у будущего композитора появилось настоящее увлечение музыкой: он познакомился с операми Россини, Доницетти, фон Вебера, но особенно его поразили «Роберт-Дьявол» Джакомо Мейербера и произведения Михаила Ивановича Глинки — «Жизнь за царя», «Руслан и Людмила». Затем появился интерес к музыке Бетховена (его восхищала «Пасторальная симфония» композитора), Моцарта и Мендельсона. «Я был 16-летний ребёнок, страстно любивший музыку и игравший в неё» — вспоминал он позднее. Чувствуя необходимость получить более серьёзное музыкальное образование, с осени 1859 года Николай начал брать уроки у пианиста Ф. А. Канилле.
В 1862 году умер отец, и семья Римских-Корсаковых переехала в Санкт-Петербург. В том же году благодаря Фёдору Канилле Николай познакомился с композитором Милием Балакиревым и стал членом его кружка, что оказало решающее воздействие на формирование его личности и эстетических взглядов. В то время в Балакиревский кружок, который позднее стал называться «Могучая кучка», помимо его главы Балакирева и самого Римского-Корсакова, входили Ц. А. Кюи и М. П. Мусоргский. Балакирев руководил работой более молодых коллег и не только подсказывал верные композиторские решения для создаваемых ими сочинений, но и помогал с инструментовкой.

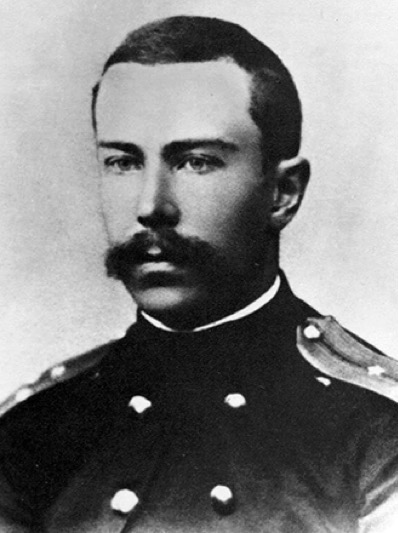
Н. А. Римский-Корсаков в 1866 году в чине мичмана Российского Императорского флота

Под влиянием и руководством Милия Алексеевича было начато первое крупное сочинение Римского-Корсакова — Первая симфония. По словам самого композитора, эскизы начала симфонии существовали ещё в годы его обучения у Канилле, однако серьёзная работа над сочинением развернулась лишь в 1861—1862 годах — и «к маю 1862 года первая часть, скерцо и финал симфонии были мною сочинены и кое-как оркестрованы».
Этой же весной Николай с отличием окончил Морской корпус и был принят гардемарином на морскую службу. С 1862 по 1865 год он служил на клипере «Алмаз», участвовавшем в экспедиции к берегам Северной Америки, благодаря чему посетил ряд стран — Англию, Норвегию, Польшу, Францию, Италию, Испанию, США, Бразилию. Служба на клипере не оставляла времени для музыки, так что единственное сочинение, появившееся в этот период из-под пера композитора — вторая часть Первой симфонии, Анданте, написанное в конце 1862 года, после чего Римский-Корсаков на время отложил своё сочинительство. Впечатления от морской жизни позднее воплотились в «морских пейзажах», которые композитору удалось запечатлеть в своих произведениях посредством оркестровых красок.
Вернувшись из путешествия, Римский-Корсаков снова попадает в общество членов Балакиревского кружка, он знакомится с его новым участником — химиком и начинающим композитором А. П. Бородиным, с кумиром кружка А. С. Даргомыжским, с сестрой Глинки Л. И. Шестаковой и с П. И. Чайковским.
По настоянию Балакирева Римский-Корсаков вновь принимается за свою симфонию: он сочиняет недостающие трио для скерцо и полностью переоркестровывает произведение. Эта партитура (известная как первая редакция симфонии) была впервые исполнена в 1865 году под управлением Балакирева — неизменного исполнителя всех ранних симфонических партитур Римского-Корсакова. Обратившись под влиянием Балакирева к славянским народным мелодиям, Римский-Корсаков придерживался в музыке национального колорита, что и в дальнейшем будет характеризовать большую часть его творчества. Найденный здесь музыкальный язык затем был успешно развит в таких сочинениях, как «Увертюра на три русские темы» (первая редакция — 1866) и «Сербская фантазия» (1867).
Этапным произведением композитора стала симфоническая картина «Садко» (1867, позднее её музыка будет частично использована в одноимённой опере), самое раннее из программных сочинений Римского-Корсакова. Здесь он выступил как продолжатель традиций европейского программного симфонизма — прежде всего Гектора Берлиоза и Ференца Листа, творчество которых сильно повлияло на композитора; в дальнейшем большая часть произведений Римского-Корсакова также будет связана с определённой литературной программой.

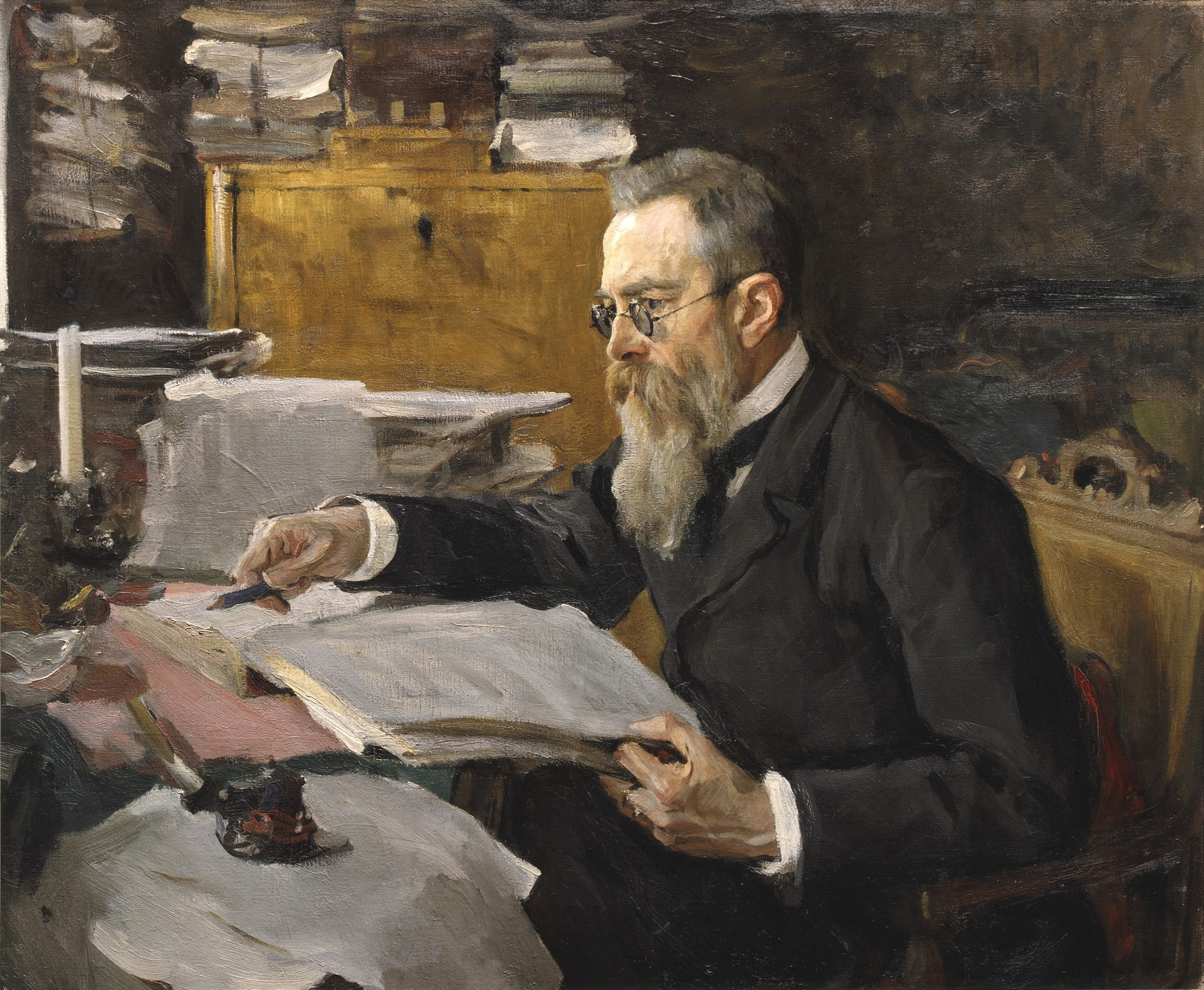
В. А. Серов. Портрет Н. А. Римского-Корсакова, 1898.

В «Садко» Римский-Корсаков, которого позднее назовут «сказочником», впервые соприкоснулся с миром сказки; здесь он впервые использует придуманный им симметричный лад, так называемую «гамму Римского-Корсакова», которую и в дальнейшем применял для характеристики фантастического мира в своих музыкальных произведениях. Также впервые композитор попытался здесь изобразить с помощью оркестровых красок морскую стихию (позднее он это делал неоднократно в таких сочинениях, как сюита «Шехеразада», прелюдия-кантата «Из Гомера», операх «Садко» и «Сказка о царе Салтане»).
Программно-сказочное начало получило своё дальнейшее развитие в симфонической сюите «Антар», над которой композитор начал работать в 1868 году как над Второй симфонией, вдохновившись сюжетом восточной сказки Осипа Сенковского. Премьера сочинения состоялась в 1869 году на концерте Русского музыкального общества.
В конце 1860-х годов Римский-Корсаков работает над инструментовкой чужих произведений: помогает Цезарю Кюи с оркестровкой оперы «Вильям Ратклиф», заканчивает, согласно завещанию умершего Даргомыжского, партитуру его оперы «Каменный гость» (1869—1870). Совместно с М. А. Балакиревым и А. К. Лядовым в 1877—1878 годах редактировал партитуру оперы М. И. Глинки «Руслан и Людмила», в 1878—1881 годах — партитуру оперы «Иван Сусанин». Долгое время трудился над доработкой, оркестровкой и редакцией произведений М. П. Мусоргского: в 1881—1883 годах обрабатывал и редактировал оперу «Хованщина»; в 1886 году доработал фантазию для оркестра «Ночь на Лысой горе»; в 1892—1894 годах работал над редактированием и оркестровкой оперы «Борис Годунов»; в 1906 году редактировал оперу «Женитьба» и работал над оркестровкой трёх вокальных произведений композитора — «Гопак» (из поэмы Т. Шевченко «Гайдамаки»), «По грибы» (слова Л. А. Мея) и «Спи, усни, крестьянский сын» (из поэмы А. Н. Островского «Воевода».
Обратившись к оперному жанру, ставшему впоследствии ведущим в его творчестве, в 1872 году композитор заканчивает оперу по драме Льва Мея «Псковитянка». В том же году 30 июня он венчается с пианисткой Надеждой Пургольд, одним из поручителей на их венчании был Модест Петрович Мусоргский.

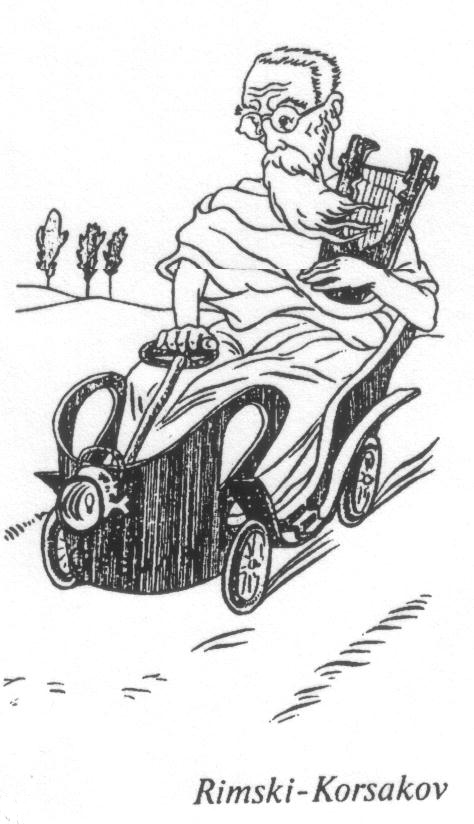
Римский-Корсаков на карикатуре П. Робера, 1903

В 1870-е годы границы музыкальной деятельности Римского-Корсакова расширились: в 1871 году он стал профессором Санкт-Петербургской консерватории, где преподавал классы практического сочинения, инструментовки и оркестровки; с 1873 по 1884 год он — инспектор «музыкантских хоров Морского ведомства» (с переименованием из лейтенантов флота в коллежские асессоры), с 1874 по 1881 год — директор Бесплатной музыкальной школы. Начиная с 1874 года, композитор занялся дирижированием — сначала симфонических концертов, а затем и оперных спектаклей.
В середине 1870-х гг. Римский-Корсаков работал над совершенствованием своей композиторской техники. Именно в этот период он обнаруживает серьёзные недостатки в своём музыкальном образовании и сам начинает изучать дисциплины, преподаваемые в консерватории. Итогом совершенствования композиторской техники стала Третья симфония (до мажор, op. 32). В 1880-е годы композитор создаёт такие симфонические сочинения, как оркестровая сюита «Шехеразада»,«Испанское каприччио», увертюра «Светлый праздник». Кроме того, Римский-Корсаков подготовил к изданию оперы своих покойных друзей — «Хованщину» Мусоргского и «Князя Игоря» Бородина.
Начиная с 1882 года, Римский-Корсаков возглавлял Беляевский кружок, в 1883—1894 годах он также был помощником управляющего Придворной певческой капеллой в чине статского советника. В 1886—1900 годах — постоянный дирижёр «Русских симфонических концертов». Так, 31 октября (12 ноября) 1887 года впервые прозвучало «Испанское каприччио» под управлением Римского-Корсакова, а в 1888 году в Петербургском зале Дворянского собрания композитор дирижировал исполнением «Воскресной увертюры», которую он посвятил памяти Бородина и Мусоргского.

В 1906 г. избран членом Шведской королевской музыкальной академии. 

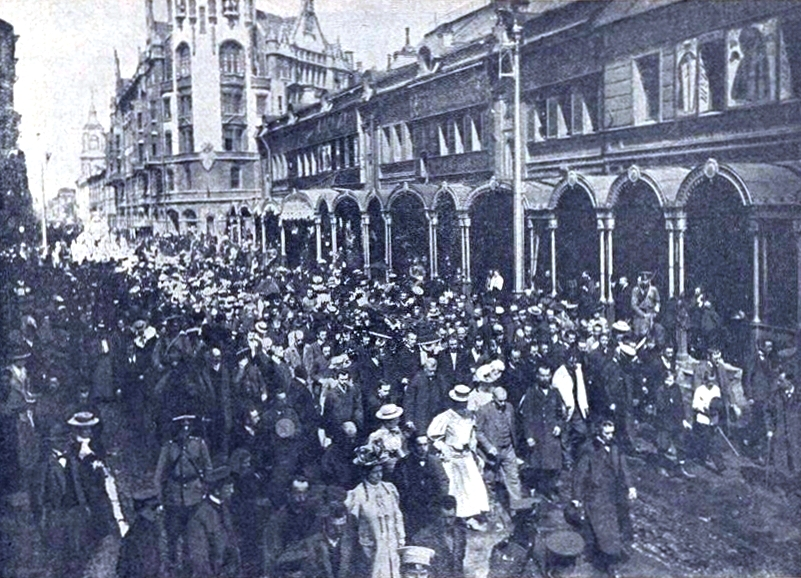
Похороны Римского-Корсакова. Похоронная процессия на Вознесенском проспекте

В начале 1890-х годов был некоторый спад творческой деятельности композитора: в этот период он изучал философию, писал статьи, а также пересмотрел и отредактировал некоторые из своих прежних сочинений. Затем его творчество приобрело исключительную интенсивность: одна за другой из-под пера композитора появляются оперы «Ночь перед Рождеством» (1895), «Садко» (1896), «Моцарт и Сальери» (1897), пролог к опере «Псковитянка» и «Царская невеста» (по драме Льва Мея, 1898).
Во время революционных событий 1905—1907 годов Римский-Корсаков выступил с активной поддержкой требований бастующих студентов и открыто осудил действия администрации Петербургской консерватории: он уволился и вернулся в консерваторию лишь после предоставления ей частичных автономных прав и смены руководства. В 1907 г. — член Комитета по организации «Исторических русских концертов» в Париже; принял в них участие как дирижёр и композитор (фрагменты опер «Ночь перед Рождеством», «Снегурочка», «Млада», «Сказка о царе Салтане», «Садко»).
Умер 8 (21) июня 1908 года на 65-м году жизни от инфаркта миокарда в Любенске, в своей загородной усадьбе, где теперь находится Мемориальный музейный комплекс композитора, объединяющий в себе две реконструированные усадьбы — дом в Любенске и соседнее имение Вечаша, где композитор жил до 1907 года. Был похоронен в Петербурге на кладбище Воскресенского Новодевичьего монастыря; в 1930-х годах захоронение было перенесено в Александро-Невскую лавру на Тихвинское кладбище — Некрополь мастеров искусств.

## Педагогическая деятельность

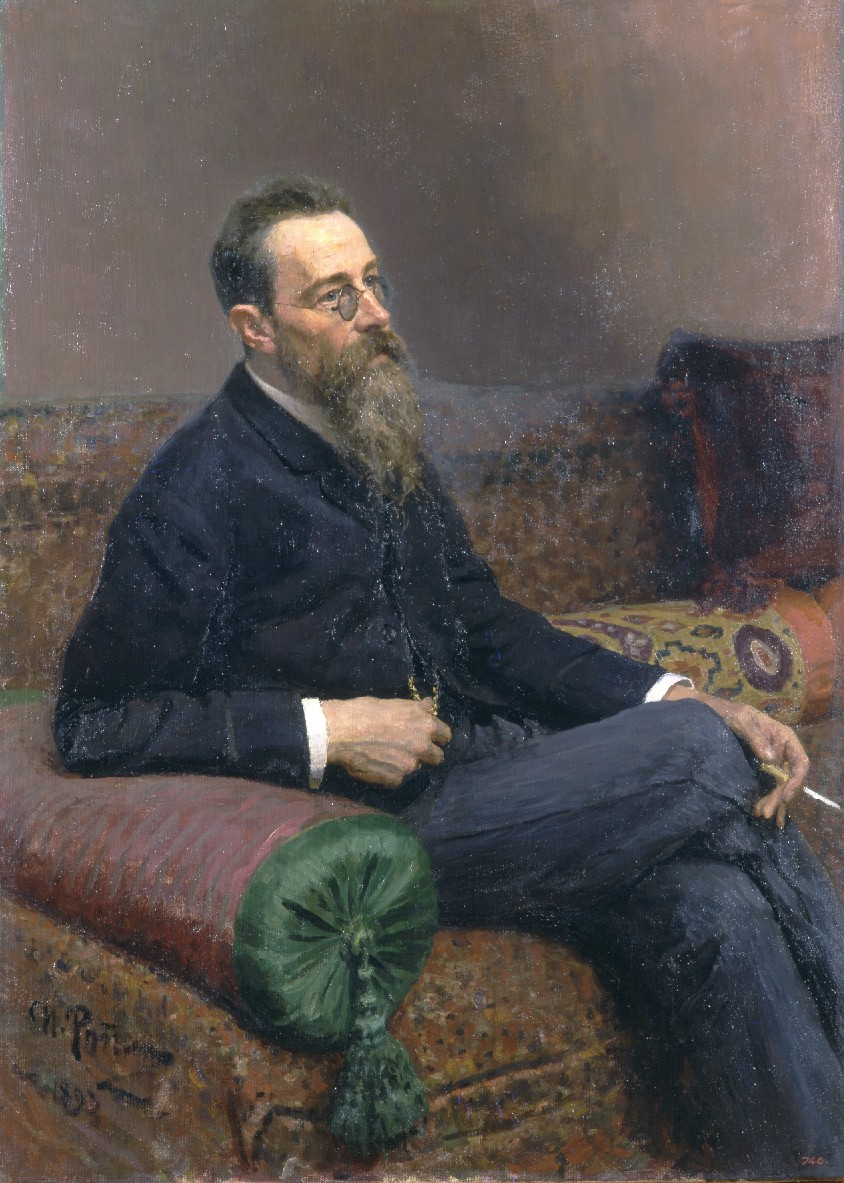
Портрет Н. А. Римского-Корсакова кисти Ильи Репина, 1893.

Римский-Корсаков был создателем композиторской школы, среди его учеников около двухсот композиторов, дирижёров, музыковедов, в том числе: Фёдор Акименко, Николай Амани, Антон Аренский, Николай Арцыбушев, Мелитон Баланчивадзе, Семён Бармотин, Феликс Блуменфельд, Юлия Вейсберг, Язепс Витол, Константин Галкаускас, Александр Глазунов, Михаил Гнесин, Александр Гречанинов, Макар Екмалян, Василий Золотарёв, Михаил Ипполитов-Иванов, Андрей Казбирюк, Артур Капп, Михаил Кузмин, Николай Лысенко, Анатолий Лядов, Витольд Малишевский, Николай Малько, Эмиль Мелнгайлис, Эмиль Млынарский, Николай Мясковский, Александр Оссовский, Сергей Прокофьев, Отторино Респиги, Владимир Сенилов, Николай Соколов, Александр Спендиаров, Яков Степовой, Игорь Стравинский, Александр Танеев, Рудольф Тобиас, Николай Черепнин, Михаил Чернов, Максимилиан Штейнберг, Андрей Юрьян. Многие из его учеников стали крупными деятелями национальных музыкальных школ — Армении (М. Г. Екмалян, А. А. Спендиаров), Грузии (М. А. Баланчивадзе), Латвии (А. А. Юрьян, Я. Витол, Э. Мелнгайлис), Литвы (К. М. Галкаускас), Украины (Н. В. Лысенко, Я. С. Степовой, Ф. С. Акименко), Эстонии (Р. И. Тобиас, А. Й. Капп).
Педагогической и просветительской работой Римского-Корсакова восхищался П. И. Чайковский, который в своём письме к нему писал: «Но Вы не захотели удовольствоваться одною лишь композиторскою деятельностью. Вы сделались музыкальным педагогом, и целая фаланга молодых русских музыкантов, возрастая под Вашим руководством, передает, конечно, будущим поколениям результаты Вашего творчества».
И. Ф. Стравинский так отзывался о педагогической деятельности своего учителя: «В моём музыкальном образовании есть одно большое преимущество — я занимался с Римским-Корсаковым. Он был совершенно замечательным педагогом, чрезвычайно внимательным и обстоятельным, мудрым и остроумным. Делая замечание, он облекал его в такую форму, что забыть его было почти невозможно. Одну деталь ученики Римского-Корсакова запомнят навсегда — он никогда не хвалил. Ученик, который ожидал одобрительного похлопывания по плечу, разочаровался бы в Римском-Корсакове. Напротив, он мог быть безжалостно суровым в своей критике».

## Семья

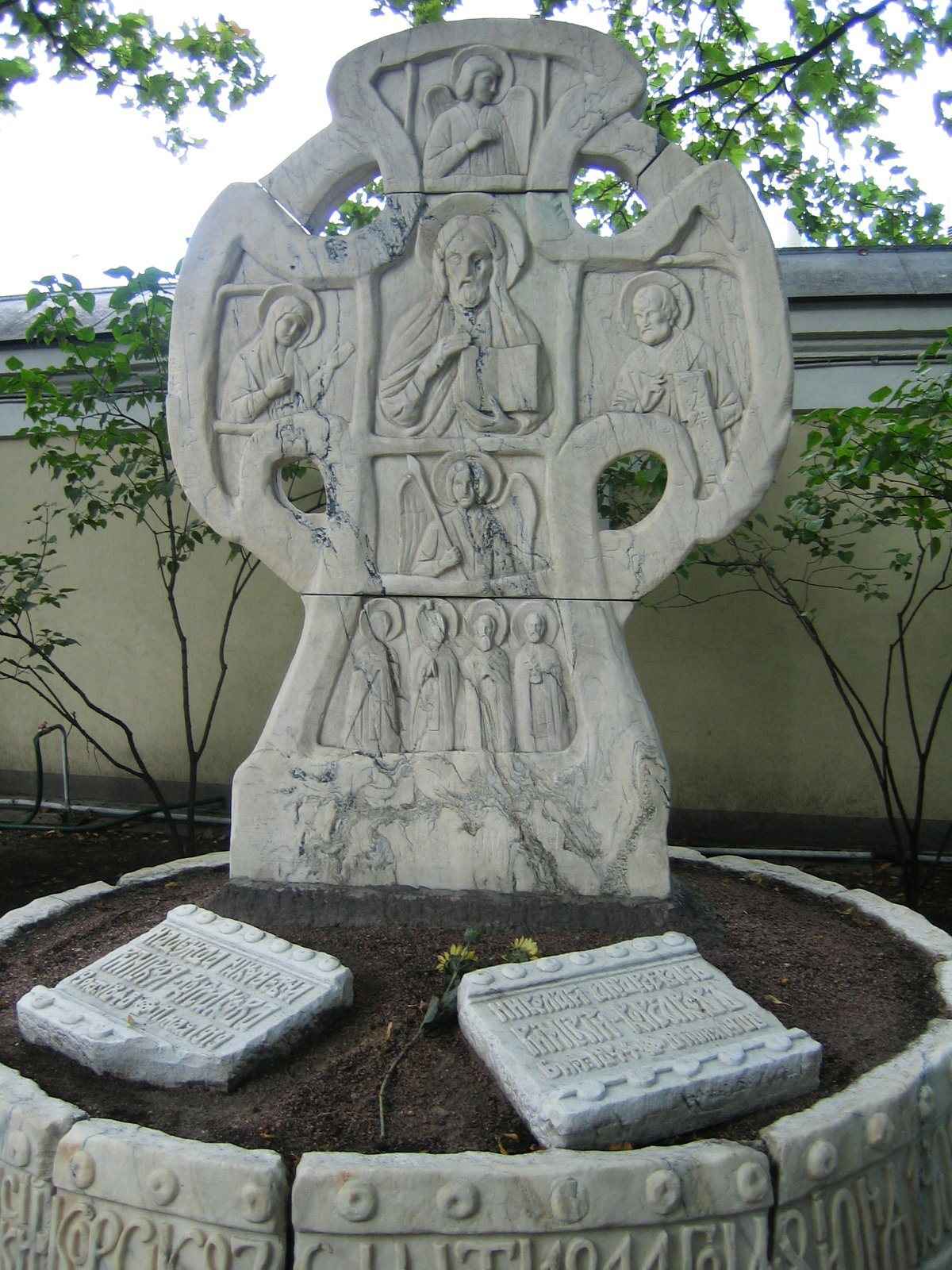
Могила Н. А. и Н. Н. Римских-Корсаковых.
Автор надгробия Н. К. Рерих. Тихвинское кладбище (Александро-Невская лавра)

Римский-Корсаков обвенчался 30 июня 1872 года в парголовской церкви с Надеждой Пургольд (1848—1919) — пианистка, композитор, музыковед. У них родились 7 детей:
- Михаил (1873—1951),
- Софья (1875—1943),
- Андрей (1878—1940),
- Владимир (1882—1970),
- Надежда (1884—1971),
- Мария (1888—1893),
- Святослав (1889—1890).

- Дети и внуки:
- Михаил Николаевич (1873—1951) — зоолог-энтомолог, лесовод. Был женат дважды:
  - 1-я жена: Елена Георгиевна Рокка-Фукс (1871—1953), 3 детей;
    - Наталья Михайловна (1900—1901),
    - Георгий Михайлович (1901—1965) — музыковед, композитор и акустик,
    - Вера Михайловна (1903—1973) — библиограф,
    - Елена Михайловна (1905—1992) — преподаватель иностранных языков.

  - 2-я жена: Евгения Петровна Бартмер (1884—1929);
    - Игорь Михайлович (1911—1927),
    - Ольга Михайловна (1914—1987) — кандидат геолого-минералогических наук. Муж Алексей Алексеевич Фаворский (сын академика А. Е. Фаворского)
      - Игорь Алексеевич Фаворский (1939—1990) (сын Алексея Алексеевича Фаворского), физик-теоретик, доктор физико-математических наук.
        - Ольга Игоревна Фаворская (р. 28.08.1965), эстрадная певица.
- Софья Николаевна, в замужестве Троицкая (1875—1943) — певица, умерла от голода в блокаду.
  - муж Владимир Петрович Троицкий (1876—ок. 1926),
    - Ирина Владимировна, в замужестве Головкина, (1904—1989) — автор книги «Лебединая песнь. Побеждённые». В браке с К. В. Головкиным родила сына Кирилла (1936—1969). Двое внуков (праправнуков композитора) — Ксения Головкина (1959) и Николай Головкин (1968);
    - Людмила Владимировна (?—1942), умерла в мае 1942 года в ссылке в Тюмени.
- Андрей Николаевич (1878—1940) — музыковед, редактор, доктор философии.
  - жена Юлия Лазаревна Вейсберг (1879—1942), композитор[22], критик и публицист, ученица отца. Погибла во время блокады.
    - Всеволод Андреевич (1915—1942) — филолог, переводчик, погиб во время блокады.
- Владимир Николаевич (1882—1970) — титулярный советник, альтист Мариинского театра.
  - жена Ольга Артемьевна Гилянова (1887—1956).
    - Андрей Владимирович (1910—2002) — физик-акустик, доктор физико-математических наук;
      - сын: Александр Андреевич (1936—2018) — ученый, физик-ядерщик, генеральный директор Радиевого института им. В. Г. Хлопина в 1999—2005 гг.[23]

    - Татьяна Владимировна (1915—2006) — архитектор, специалист-градостроитель, автор двух книг о своём деде Н. А. Римском-Корсакове.
- Надежда Николаевна (1884—1971),
  - муж Максимилиан Осеевич Штейнберг (1883—1946), композитор, дирижёр и педагог.
    - Дмитрий Максимилианович Штейнберг (1909—1962) — энтомолог, доктор биологических наук.
    - Надежда Максимилиановна Штейнберг (1914—1987) — филолог, автор грамматики французского языка.
- Мария Николаевна (1888—1893), умерла в детстве;
- Святослав Николаевич (1889—1890), умер во младенчестве.

## Список сочинений
| - Псковитянка (1873; 1878; 1892; пост. 1895) - Майская ночь (1880) - Снегурочка (1881) - Млада (1892) - Ночь перед Рождеством (1895) - Садко (1896) - Моцарт и Сальери (1898) - Боярыня Вера Шелога (пролог к опере «Псковитянка») (1898) - Царская невеста (1899) - Сказка о царе Салтане (1900) - Сервилия (1902) - Кащей Бессмертный (1902) - Пан воевода (1904) - Сказание о невидимом граде Китеже и деве Февронии (1904) - Золотой петушок (1907) - Симфония № 1 (1865; 1884) - Сказка (симфоническая пьеса) (1880) - Симфониетта на русские темы (1885) - Увертюра на темы трех русских песен (D-dur, op. 28, 1866, окончательная редакция — 1880) - Антар (первоначально — Симфония № 2) (1868; 1875; 1891) - Симфония № 3 (1873; 1886) - Шехеразада (симфоническая сюита) (1888) - Испанское каприччио, (1897) - Светлый праздник (увертюра) - Садко, (1867) - Снегурочка (сюита) - Ночь перед Рождеством (сюита) - Концерт для тромбона с военным оркестром (1877) - Концерт для фортепиано с оркестром (1882—1883) | - 79 романсов, в их числе восточный романс "Пленившись розой, соловей" на слова А. Кольцова - хоры с оркестром и a capella - сборники: «100 русских народных песен» (1877), «40 народных песен».(собранных Т. Филипповым) (1882) - Летопись моей музыкальной жизни (1909) - Практический учебник гармонии (1885) - Основы оркестровки (1913) |

#### Коллективные сочинения Римского-Корсакова
- «Всенощная» — совместно с учителями Придворной капеллы Смирновым, Азеевым, Копыловым и Сырбуловым
- Квартет на тему B-la-ef к именинам Митрофана Петровича Беляева: первая часть — Римский-Корсаков, скерцо — Лядов, серенада — Бородин, финал — Глазунов, а также сюита «Именины» в трёх частях (Римский-Корсаков создал 3-ю часть — «Хоровод»)
- В оркестровке оперы «Князь Игорь» участвовали и Дютш, братья Блуменфельды (Феликс и Сигизмунд)

## Адреса в Санкт-Петербурге
- Лето 1856 года — квартира П. Н. Головина в доме О. П. Зубовой (Миллионная улица, д. 6);
- 1867 — сентябрь 1871 года — доходный дом Аренс (7-я линия Васильевского острова, д. 4);
- сентябрь 1871—1872 — доходный дом Зарембы (Пантелеймоновская улица, ныне улица Пестеля, д. 11, кв. 9);
- 1872 — осень 1873 года — дом Морозовых (Шпалерная улица, д. 4);
- осень 1873—1883 — доходный дом Кононова (Фурштатская улица, д. 33, кв. 9);
- 1883—1889 (Владимирский проспект, д. 18, кв. 5);
- 1889 — 19 сентября 1893 года — дом Капеллы (набережная реки Мойки, д. 20);
- 19 сентября 1893 — 21 июня 1908 года — дворовый флигель доходного дома М. А. Лавровой (Загородный проспект, д. 28, кв. 39), ныне — Мемориальный музей-квартира Н. А. Римского-Корсакова

## Память

Памятник Н. А. Римскому-Корсакову на Театральной площади в Санкт-Петербурге. Скульпторы В. Я. Боголюбов и В. И. Ингал

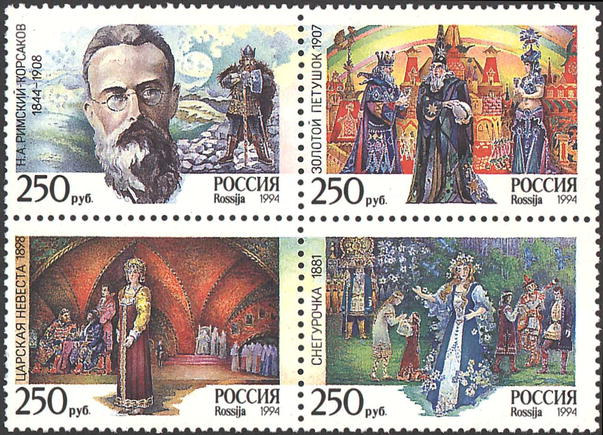
Почтовый блок России, 1994 год

- Мемориальный музей-заповедник Н.А. Римского-Корсакова в Псковской области
- Санкт-Петербургская государственная консерватория имени Н. А. Римского-Корсакова
- Центральный концертный образцовый оркестр Военно-Морского Флота Российской Федерации им. Н. А. Римского-Корсакова
- Консерватория имени Римского-Корсакова в эквадорском городе Гуаякиль (исп. Conservatorio Superior de Música Rimsky-Korsakov)
- В 1952 году (30 ноября[25]) Римскому-Корсакову был установлен памятник у Ленинградской консерватории на Театральной площади (скульпторы В. И. Ингал, В. Я. Боголюбов, архитектор М. А. Шепилевский)[26] Объект культурного наследия № 7810110000 // Реестр объектов культурного наследия Викигида.

- В Ленинграде в 1971 году был открыт Музей-квартира Н. А. Римского-Корсакова Объект культурного наследия № 7810522000 // Реестр объектов культурного наследия Викигида.

- Музей в Тихвине, в доме, где родился композитор Объект культурного наследия № 4710152000 // Реестр объектов культурного наследия Викигида.

- В Николаеве возле Детской музыкальной школы № 1, названной в честь Римского-Корсакова, в 1978 году установлен его бюст.
- В 1966 году Краснодарскому музыкальному училищу было присвоено имя Н. А. Римского-Корсакова.
- В 1992 году имя композитора было присвоено ДШИ № 1 в Москве в ВАО.
- Детская Музыкальная школа № 1 имени Н. А. Римского-Корсакова в Пскове.
- Детская Музыкальная школа имени Н. А. Римского-Корсакова в Санкт-Петербурге (ранее Музыкальная школа для взрослых имени Н. А. Римского-Корсакова).
- Детская Музыкальная школа имени Н. А. Римского-Корсакова в Луге
- Детская школа искусств имени Н. А. Римского-Корсакова в Тихвине.
- Музыкальный колледж имени Н. А. Римского-Корсакова в Санкт-Петербурге.
- Детская музыкальная школа № 1 имени Н. А. Римского-Корсакова в г. Нижний Тагил
- Музыкальный колледж имени Н. А. Римского-Корсакова в Могилёве
- В 2016 году в Тихвине возле ДК им. Римского-Корсакова был установлен памятник композитору (скульптор В. Н. Селиванов).

Россия
- Проспект Римского-Корсакова в Санкт-Петербурге.
- Улица Римского-Корсакова в Москве.
- Римского-Корсакова в посёлке Фрунзевец (Апрелевка, Наро-Фоминский район, Московская область).
- Улица Римского-Корсакова в Липецке.
- Улица Римского-Корсакова в Нижнем Новгороде.
- Улица Римского-Корсакова в Новосибирске.
- Улица Римского-Корсакова в Тихвине.
- Улица Римского-Корсакова в Луге.
- Улица Римского-Корсакова в Плюссе (Плюсской район, Псковская область)

Другие страны
- Улица Римского-Корсакова — улица в Донецке.
- Улица Римского-Корсакова — улица в Сумах.
- Улица Римского-Корсакова — улица в Алматы.
- Улица Римского-Корсакова — улица в Сибиу.

- В 1956 году построенному для Советского Союза в Чехословакии теплоходу было присвоено имя — Римский-Корсаков.
- Airbus A320 Аэрофлота с номером VP-BWE носит имя Римского-Корсакова.

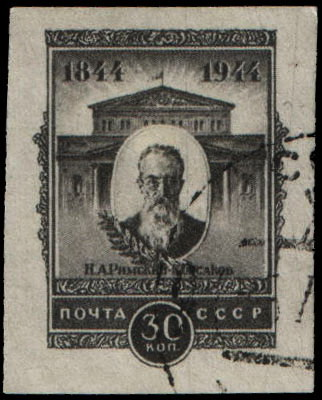
Почтовая марка СССР (без перфорации), 1944  (ЦФА [АО «Марка»] № 915)
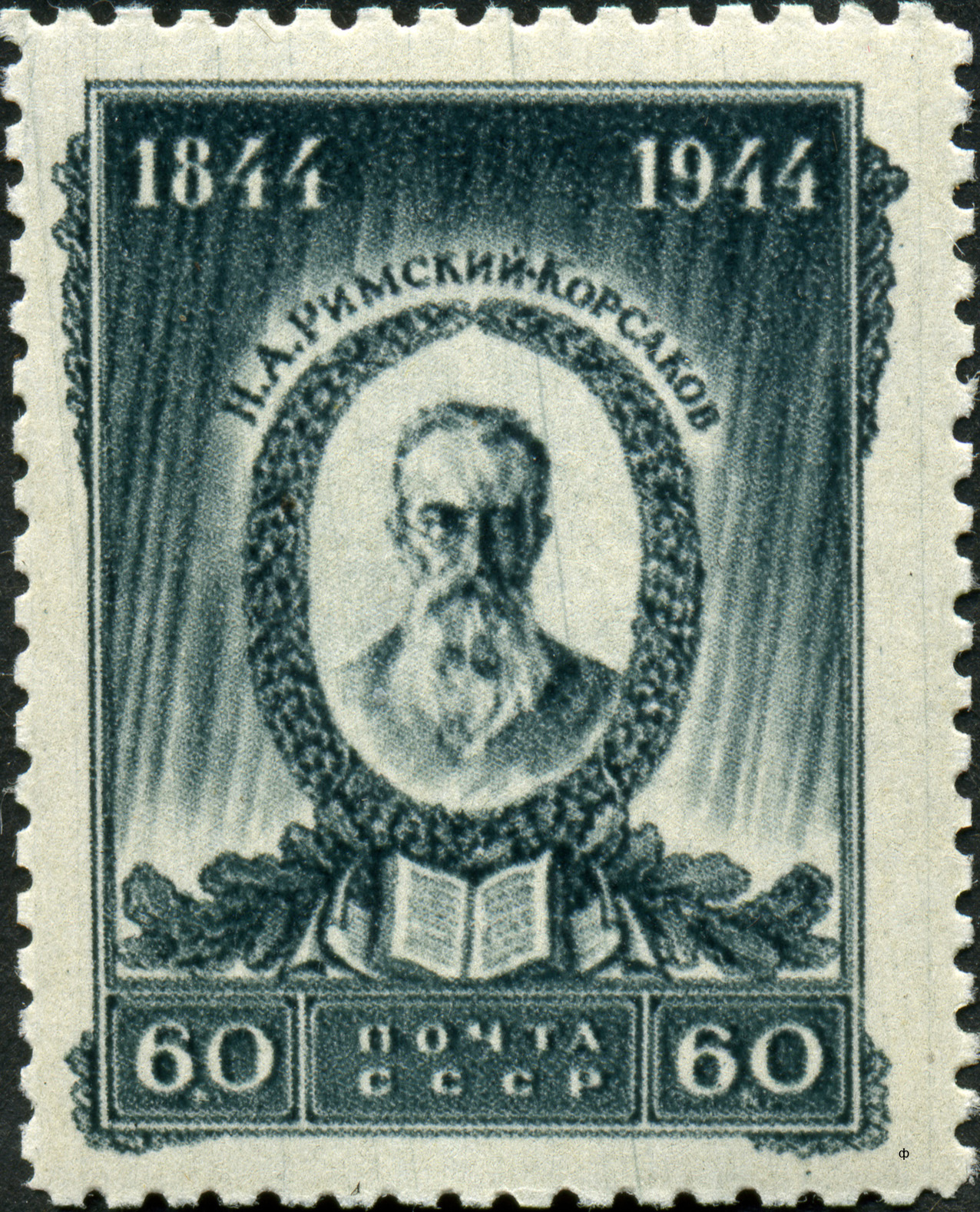
Почтовая марка СССР, 1944 год
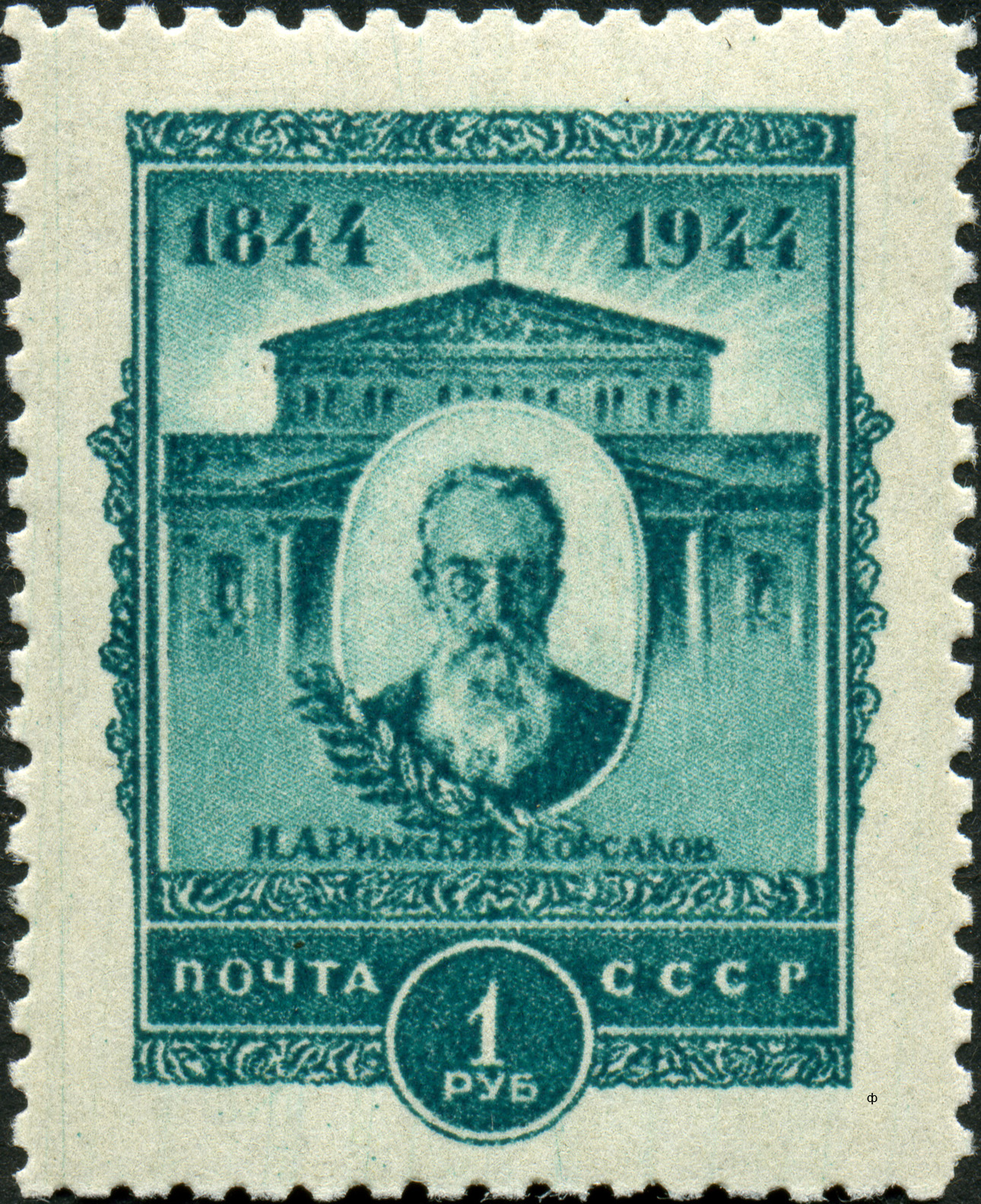
Почтовая марка СССР, 1944 год
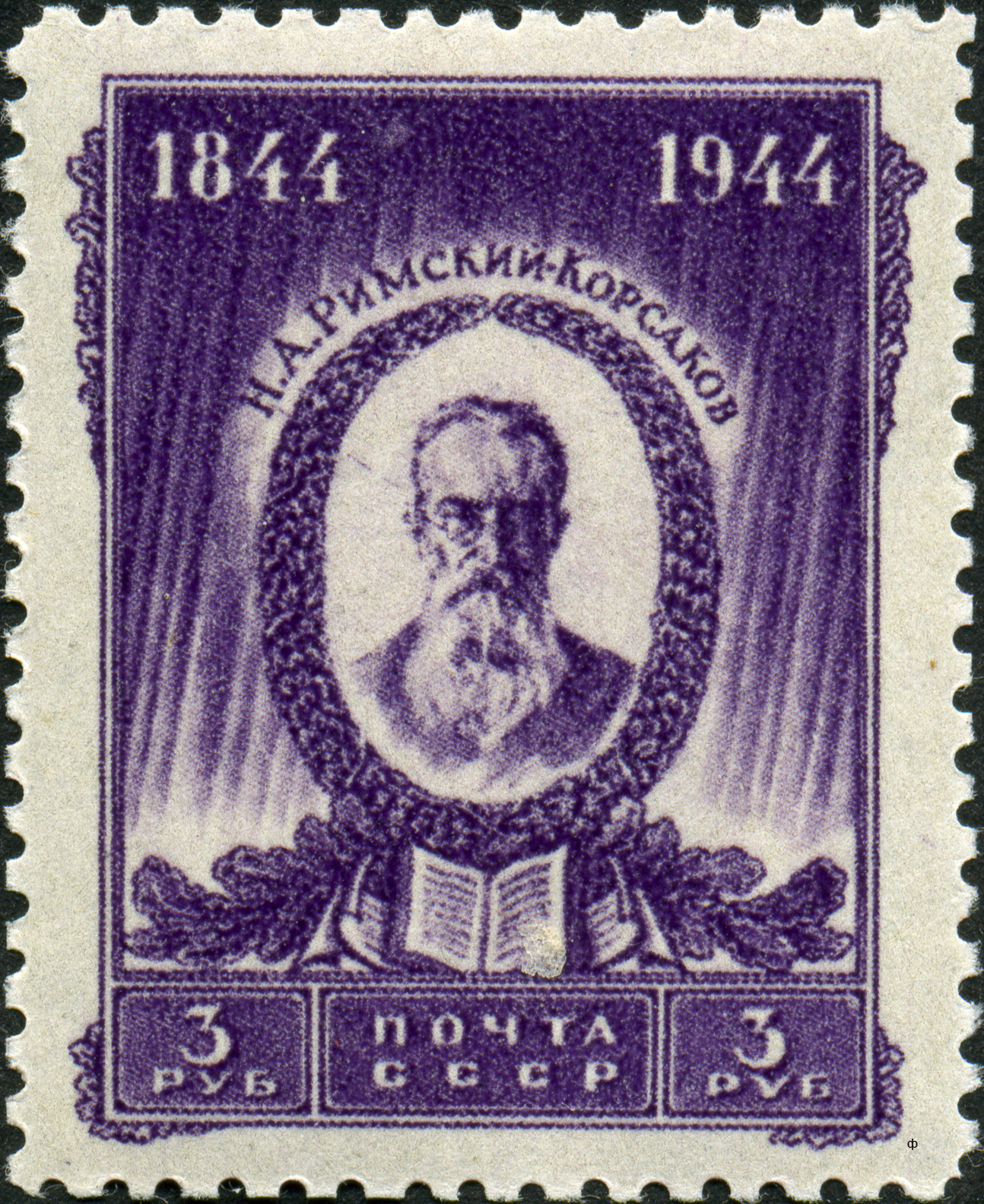
Почтовая марка СССР, 1944 год
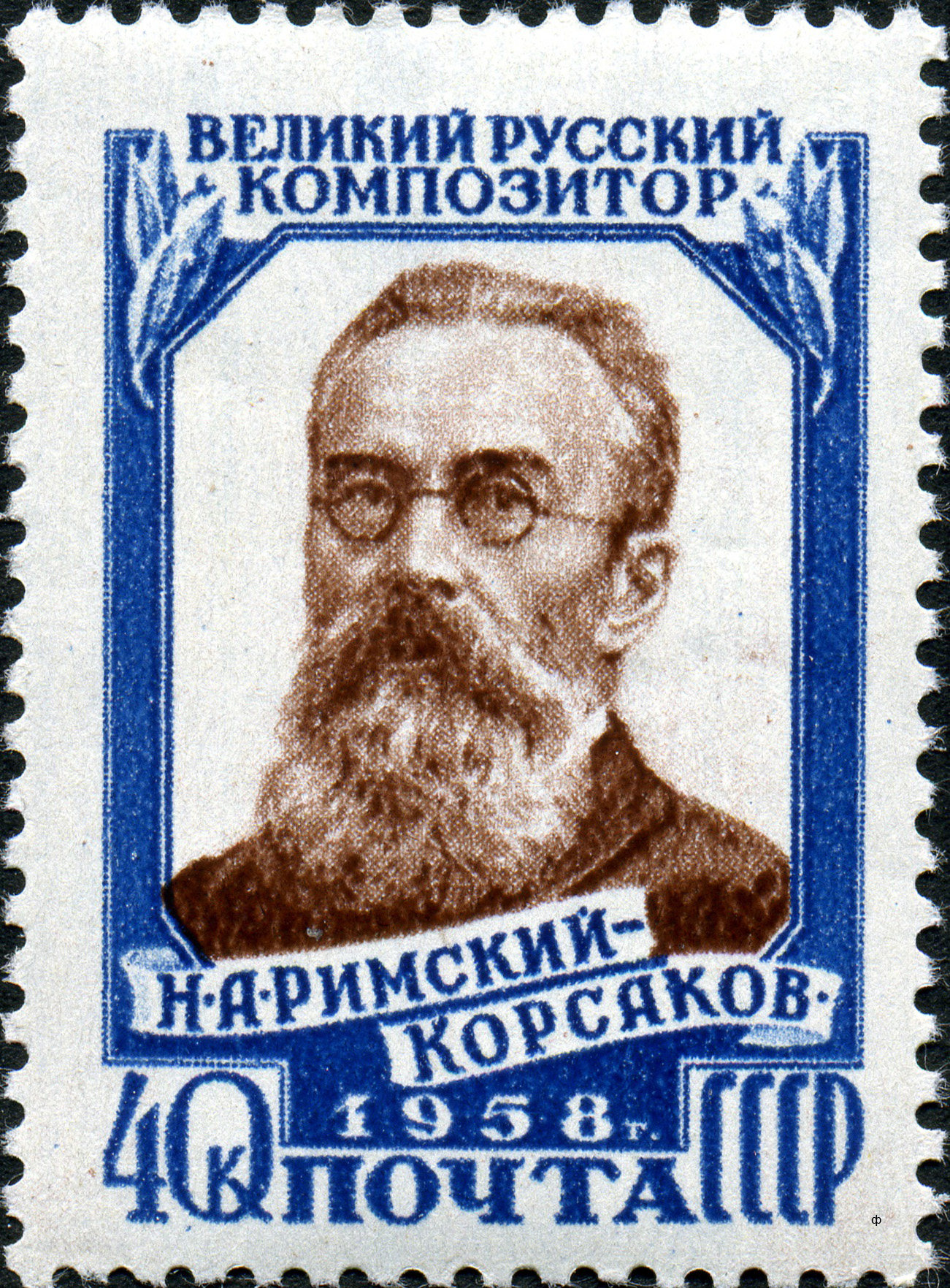
Почтовая марка СССР, 1958 год

- Почтовый блок России, 
 1994 год

## Киновоплощения
- 1947 — «Песнь Шехерезады[англ.]»[27]. В роли Жан-Пьер Омон.
- 1950 — «Мусоргский». В роли Андрей Попов.
- 1953 — «Римский-Корсаков». В роли Григорий Белов.
- 2002 — «Маска и душа». В роли Борис Плотников.